# Alchemilla cuspidens
Alchemilla cuspidens é uma espécie de rosácea do gênero Alchemilla, pertencente à família Rosaceae.